# Bristol Type 138
Il Bristol Type 138 fu un aeroplano sperimentale, monoposto, monomotore e monoplano ad ala bassa, realizzato dall'azienda aeronautica britannica Bristol Aeroplane Company nei primi anni trenta.
Sviluppato per testare il comportamento di un velivolo ad alta quota e per competere al primato di tangenza massima raggiunta da un velivolo, il Flight Lieutenant M.J. Adam ai comandi del 138A riuscì nell'impresa il 30 giugno 1937 mantenendone il primato fino al 22 ottobre 1938, data in cui l'italiano Mario Pezzi lo riconquistò a bordo del biplano Caproni Ca.161bis.

## Versioni
Type 138
versione rimasta a livello progettuale.
Type 138A
versione equipaggiata con un motore radiale Bristol Pegasus, realizzata in un esemplare.
Type 138B
sviluppo del Type 138A, versione equipaggiata con un motore V12 Rolls Royce Merlin mai portata in volo ed utilizzata come mockup per l'addestramento a terra.

## Utilizzatori
Regno Unito
- Royal Air Force
  - Royal Aircraft Establishment

## Velivoli comparabili
Germania
- Junkers Ju 49

 Stati Uniti
- Lockheed XC-35